# 小行星6167
小行星6167（英語：6167 Narmanskij）是一颗围绕太阳公转的小行星。1979年8月27日，尼古拉·切爾尼赫在克里米亚发现了此天体。
这颗小行星的绝对星等为341.41901等。